# Азарапино
Азарапино — село в Наровчатском районе Пензенской области России. Административный центр Азарапинского сельсовета.

## География
Село находится в северо-западной части Пензенской области, в пределах западного склона Приволжской возвышенности, в лесостепной зоне, к западу от реки Мокши, при автодороге 58К-355, на расстоянии примерно 4 километров (по прямой) к северо-востоку от села Наровчат, административного центра района. Абсолютная высота — 132 метра над уровнем моря.

### Климат
Климат характеризуется как умеренно континентальный, с холодной продолжительной зимой и тёплым летом. Среднегодовая температура воздуха — 3,6 — 3,8 °C. Средняя температура воздуха самого тёплого месяца (июля) — 20 °C; самого холодного (января) — −13 °C. Безморозный период длится 128 дней. Продолжительность вегетационного периода — в среднем 176 дней. Среднегодовое количество атмосферных осадков составляет 538 мм, из которых большая часть выпадает в тёплый период. Снежный покров устанавливается в конце ноября и держится в течение 136 дней.

### Часовой пояс
Село Азарапино, как и вся Пензенская область, находится в часовой зоне МСК (московское время). Смещение применяемого времени относительно UTC составляет +3:00.

## Население
| 1795  | 1864 | 1877  | 1897  | 1912  | 1926  | 1930  |
| ----- | ---- | ----- | ----- | ----- | ----- | ----- |
| 500   | ↗937 | ↗1012 | ↗1349 | ↗1864 | ↘1706 | ↗1960 |
| 1937  | 1959 | 1979  | 1989  | 1996  | 2002  | 2010  |
| ↘1002 | ↘726 | ↘485  | ↘347  | ↘340  | ↘332  | ↘273  |

### Национальный состав
Согласно результатам переписи 2002 года, в национальной структуре населения русские составляли 100 % из 332 чел.